# Ellen Waade
Elen Waade (Ellen) (født 17. juli 1932 i Indre Bjugn, Trøndelag, Norge) er en norsk-dansk arkitekt.
Ellen Waades forældre er bankbestyrer og pensionskasse-kasserer Lothar Waade og lærer Marit Langset. Ellen Waade blev gift 14. juni 1953 i Gentofte med lektor Mikael Trier Frederiksen, født 4. juni 1929, søn af litteraturanmelder Emil Lars Frederiksen og maleren Karen Trier (Karen Trier Frederiksen). Ægteskabet blev opløst 24. maj 1994.

## Biografi
Ellen Waade fortæller, at hun for sin far ikke måtte få mere uddannelse efter realskolen, men at hendes mor skaffede hende et job i en boghandel. Efter faderens død vandt Ellen Waade som 18 årig en konkurrence i et ungdomsblad, der gav hende lidt penge hver måned til uddannelse. Derefter søgte hun optagelse på Skolen for Boligindretning i Danmark, blev optaget og kom hertil fra Norge i 1950. Efter uddannelsen som indretningsarkitekt og senere som bygningsarkitekt, blev Waade ansat som den første kvindelige arkitekt i Arne Jacobsens tegnestue og senere hos Dissing + Weitling. Waade har medvirket til udformning af såvel industriel design som planlægning og udformning af store, komplekse bygningsanlæg. Som selvstændig har hun tegnet stramme, symmetriske huse. Sammen med Søren Birch og Claus Bonderup har hun tegnet og ledet opførelse af bygningen Arktikum (en) (omfatter Arctic Centre (en)) i Rovaniemi i Finland, hvor de vandt 1. præmien i en international konkurrence.
Datteren, arkitekt Susanne Waade fortæller: “Ellen Waade tegner indefra. Hun afleverer aldrig et projekt uden møblering”. Altså at byggeriet tager udgangspunkt i beboernes brug, funktion og velbefindende.
Waades eget hus beskrives med, at alt er indbygget og skræddersyet til at holde for evigt - der er ikke nogen standardløsninger. Det er en helstøbthed i alle ideerne i huset. Man mærker også den funktionalistiske bølge, hun var en del af hos arkitekt Arne Jacobsen. Her er tænkt i afdelinger og zoner, hvilket måske virker meget logisk i dag, men dengang var det meget forud for sin tid.

## Uddannelse
- Skolen for Boligindretning[1] (under Finn Juhl) med afgang 1953
- Kunstakademiets Arkitektskole Kbh. (under Halldor Gunnløgsson) med afgang i 1965

## Ansættelser
- Vilh. Lauritzen, Ole Hagen, Finn Juhl 1954-59

## Rejser og udlandsophold
- Finland fra 1964
- London
- Paris og Norditalien fra 1972
- USA 1976.

## Stillinger og hverv
- Bertel Udsen 1965-66
- Arne Jacobsen 1967-75
- DSBs Bygningstjeneste 1980-89
- Dissing + Weitling fra 1991
- Egen tegnestue 1966-91
- Timelærer ved Kunstakademiets Arkitektskole Kbh. 1972-73
- Medlem af DAL, bygningskunstudvalget 1977-79
- Medlem af DAL, designudvalget 1977-81
- Formand for Udvalget for Off. Brugskunst 1977-92

## Stipendier og udmærkelser
- Gentofte Kommune præmie for eget hus 1969
- Nationalbankens Jubilæumsfond 1975
- Æresdiplom og sølvmedalje Interarch 1985
- H.S. Hansen Glasark.præmie 1990

## Udstillinger
- Louisiana 1981
- Charlottenborgs Efterårsudstilling 1982 (s.m. Claus Bonderup)
- Charlottenborg Forårsudstilling 1984 (s.m. Claus Bonderup)
- konkurrenceprojekter (Rovaniemi), Helsingfors 1984
- U.I.F.A. (Internationale union af kvindelige arkitekter), Berlin 1984
- Nye retninger i Skandinavisk arkitektur, Institut français d'architecture (fr) (IFA), Paris 1988 (s.m. Søren Birch og Claus Bonderup)

## Værker
- Eget hus, Charlottenlund (1967/68), ”Årets hus i Gentofte Kommune 1971”[6]
- Udstilling for Udenrigsministeriet, DAL og PAR (Praktiserende Arkitekters Råd, i dag Danske Arkitektvirksomheder) (1975-80)
- eksportbyggesystem (1976)
- PKA administrationsbygning, Virum (1980)
- fritidshuse, Sejerø Bugt (1984)
- Høje Taastrup Station, for DSBs Bygningstjeneste (1986, s.m. Jens Nielsen, Jacob Blegvads Tegnestue ved Claus Bonderup)
- boliger, kontorbyg., hoteller i Danmark, Tyskland, Rusland (1991-95)
- Rovaniemi, bygningen Arktikum (en) (omfatter Arctic Centre (en)), Finland (1992, 1.præmie 1983, s.m. Søren Birch, Claus Bonderup, Torsten Thorup)[4]
- Eget fritidshus, Højby, Odsherred (1993)[5]

## Konkurrencer
- Menighedshus (1980)
- Vasamuseet, Stockholm (1982, s.m. Claus Bonderup)
- Parc de la Villette (fr) (1982, s.m. Claus Bonderup)
- boliger, Gentofte (1987)
- Indbudt konkurrence om lufthavn i Helsingfors og bydel i Tampere (1990, s.m. Birch, Bonderup og Thorup)